# Krásný Dvůr (arie protejată)
Krásný Dvůr este o arie protejată (arie specială de conservare — SAC, sit de importanță comunitară — SCI) din Republica Cehă întinsă pe o suprafață de 103,98 ha, integral pe uscat.

## Localizare
Centrul sitului Krásný Dvůr este situat la coordonatele 50°14′44″N 13°21′23″E / 50.245556°N 13.356389°E.

## Înființare
Situl Krásný Dvůr a fost declarat sit de importanță comunitară în aprilie 2005 pentru a proteja 1 specie de animale. Situl a fost protejat și ca arie specială de conservare în iunie 2017.

## Biodiversitate
Situată în ecoregiunea continentală, aria protejată nu include niciun habitat protejat.
La baza desemnării sitului se află o specie protejată de  nevertebrate: Osmoderma eremita.